# Snatch
Snatch byla hudební skupina aktivní na konci sedmdesátých let (vznikla v Anglii, přestože obě členky pocházely ze Spojených států amerických). Tvořily ji zpěvačky Judy Nylon a Patti Palladin. V roce 1978 zpěvačky přispěly písní „R.A.F.“ na B-stranu singlu „King's Lead Hat“ anglického hudebníka Briana Ena. Roku 1978 kapela vydala singl „All I Want“ (na B-straně byla píseň „When I'm Bored“). Na nahráve hráli například Jerry Nolan (bicí) a Nick Plytas (klavír). Roku 1980 kapela vydala třípísňové EP, jež obsahovalo skladby „Shopping for Clothes“, „Joey“ a „Red Army“. V roce 1983, již po ukončení činnosti skupiny, vyšlo kompilační album Snatch obsahující celkem patnáct písní.